# Earl Anderza
Peter Earl Anderza (* 24. Oktober 1933 in Los Angeles; † 1982) war ein US-amerikanischer Altsaxophonist des West Coast Jazz.
Anderza hatte ab zwölf Jahren Unterricht in Saxophon- und Klarinettenspiel. Er nahm unter eigenem Namen lediglich zwei Alben auf, Outa Sight für Pacific Jazz Records 1962, mit dem Pianisten Jack Wilson und dem Schlagzeuger Donald Dean. Der Bassist der Session war entweder Jimmy Bond oder George Morrow. 1963 folgte ein weiteres Album, das Anderza mit Hadley Caliman (Tenorsaxophon), Dupree Bolton (Trompete), Roosevelt Wardell (Piano), Clarence Jones (Bass) und Chuck Carter (Schlagzeug) einspielte.
Die kurze Karriere Anderzas war Gegenstand eines Kapitels des Buches über die San Quentin Jazz Band, in dem Pierre Briançon die Versammlung von bedeutenden Jazzmusikern in dem kalifornischen Gefängnis Anfang der 1960er Jahre beschreibt. Anderza war im San Quentin State Prison vom Mai 1959 bis Oktober 1962 und erneut vom Juni bis September 1964 inhaftiert. Dort lernte er Dupree Bolton kennen und spielte u. a. auch mit Art Pepper, Jimmy Bunn und Frank Washington. 

## Würdigung
Von den zeitgenössischen Kritikern wurde Aderza mit Eric Dolphy und Ornette Coleman verglichen. Horace Tapscott beschrieb den Musiker folgendermaßen: 
„Earl Anderza was bad. He was one of the cats, when Frank Morgan and Ornette Coleman were in Los Angeles playing alto sax. But Earl was the outest, the one vereryone said played that ‘crazy sound’.“